# Hussein El Shahat
Hussein Ali El Shahat Ali Hassan (en Árabe egipcio: حسين علي الشحات علي حسن;  El Cairo, 21 de junio de 1992) es un futbolista egipcio. Juega de centrocampista y su equipo es el Al-Ahly de la Premier League de Egipto.

## Selección nacional
El Shahat es internacional con la selección de Egipto. Su debut se produjo el 5 de junio de 2017 en un amistoso ante Libia.

## Clubes
| Club               | País   | Año           |
| ------------------ | ------ | ------------- |
| Eastern Company SC | Egipto | 2013-2014     |
| Misr El Makasa     | Egipto | 2014-2018     |
| Al Ain             | EAU    | 2018-2019     |
| Al-Ahly            | Egipto | 2019-presente |

## Palmarés

### Títulos nacionales
| Título                                    | Club   | País | Año     |
| ----------------------------------------- | ------ | ---- | ------- |
| Liga Árabe del Golfo                      | Al Ain | EAU  | 2017-18 |
| Copa Presidente de Emiratos Árabes Unidos | Al Ain | EAU  | 2017-18 |